# 渡邉雄大
- 渡邉雄大
- 渡辺雄大

渡邉 雄大（わたなべ ゆうた、1991年9月19日 - ）は、新潟県三条市出身の元プロ野球選手（投手）。左投左打。

## 経歴

### プロ入り前
三条市立四日町小学校出身。三条市立第一中学校1年生の時から、同校の軟式野球部で野球を始める。
長岡市の中越高校に進学し、3年生の時に背番号1を付けエースとなる。3年生の春の春季北信越大会において決勝に進出。3年生の夏の第91回全国高等学校野球選手権新潟大会において、4回戦は完封勝利、準々決勝は完投勝利と好投をみせ、決勝に進出するが、決勝戦で日本文理高校に敗れ、甲子園出場はならなかった。
青山学院大学に進学し、2年生の時に投手としての特長を出すために、それまでのスリークォーターの投球フォームからサイドスローに変更する。大学時代は公式戦の登板は無かった。野球部の同期には杉本裕太郎、東條大樹、1学年後輩には加藤匠馬、2学年後輩には吉田正尚がいる。
2013年12月6日に行われたBCリーグドラフト会議にて、新潟アルビレックス・ベースボール・クラブから指名され入団した。背番号は51。

### BCリーグ・新潟時代
2014年は、19試合に登板し、77回1/3を投げ、7勝2敗、2完投、防御率2.91の成績を残す。
2015年は、33試合に登板で87回1/3を投げ、6勝3敗、3完投、防御率2.78の成績だった。
2016年は、中継ぎ投手として32試合に登板、26回2/3を投げ、3勝1敗1セーブ、防御率2.70の成績を残す。オフにオーストラリア・ウィンターリーグに参加したが、登板は2試合、0回2/3のみ。
2017年は、46試合に登板し、55回2/3を投げ、1勝2敗16セーブ、防御率1.29と、最優秀防御率のタイトルに輝き、16セーブはリーグ3位と好成績を挙げる。
10月26日に行われたプロ野球ドラフト会議にて、福岡ソフトバンクホークスから育成6位指名を受け、11月7日、新潟アルビレックスBCの球団事務所にて入団交渉を行い、支度金300万円、年俸400万円（金額は推定）で契約合意に達し、12月7日、福岡市内のホテルで入団発表会見が行われた。背番号は140。

### ソフトバンク時代

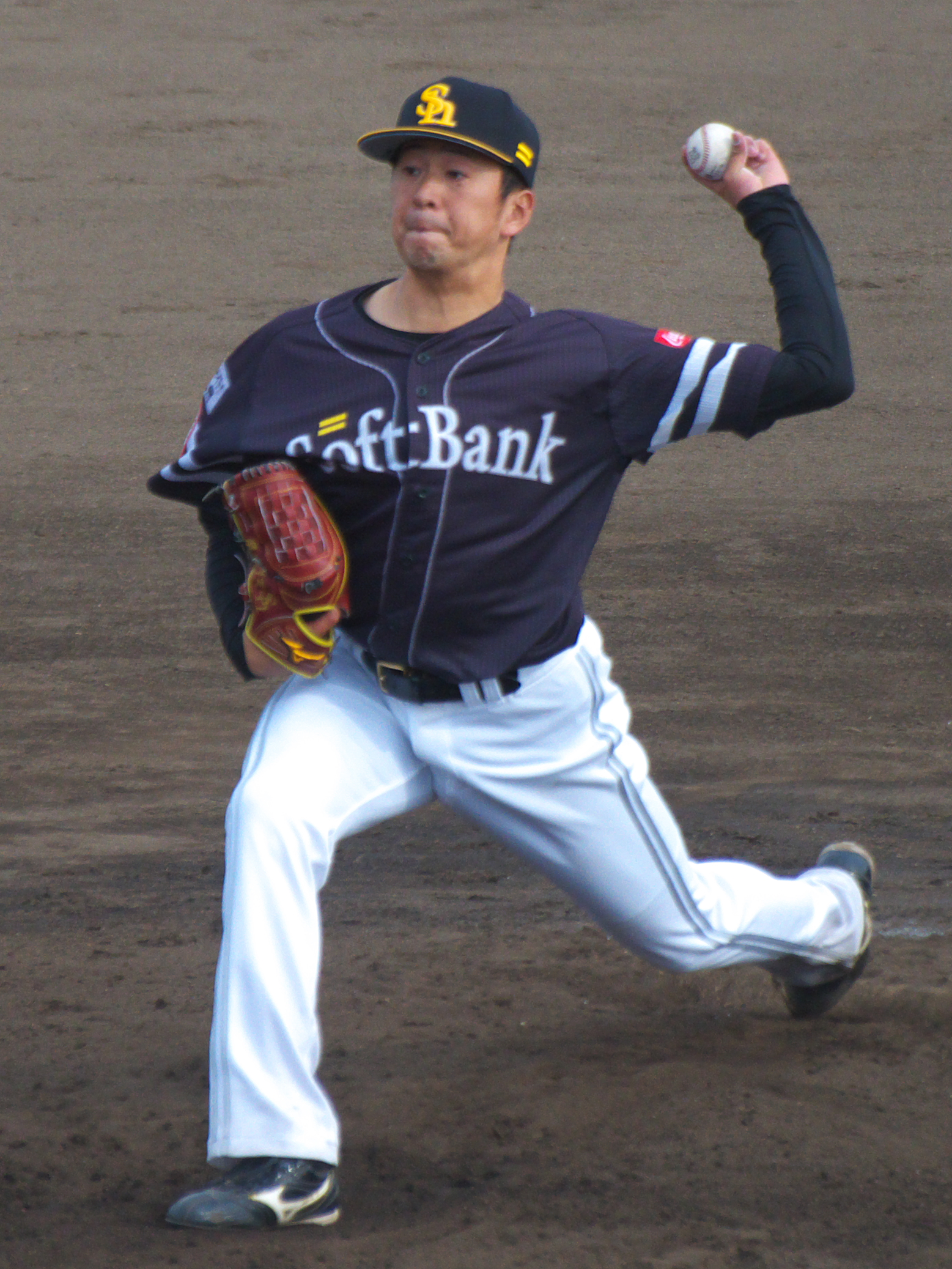
ソフトバンク時代
（2019年4月13日 川之江野球場にて）

2018年は、二軍公式戦では14試合に中継ぎ投手として登板し、1勝0敗1セーブ、防御率1.42、三軍戦では29試合で31回を投げ、勝ち負けなしの2つのセーブ、防御率1.45の成績を残す。シーズンオフの11月25日から台湾で開催される2018アジアウインターベースボールリーグにおいて、NPBウエスタン選抜に選出され、9試合で防御率1.00、1セーブ、2ホールドを挙げる。
2019年は、二軍公式戦では16試合登板で14回を投げ、1勝1敗、防御率3.86、三軍戦で32試合の登板で32回1/3を投げ、1勝0敗4セーブ、防御率0.28を記録する。
2020年8月31日、支配下選手契約を締結。背番号は48。二軍公式戦では11試合登板で11回1/3を投げ、計7四死球を記録したが、被安打2、奪三振17、防御率0.00という好成績を記録。三軍戦でも17試合登板で防御率0.00だった。9月4日に一軍選手登録されると同日の対千葉ロッテマリーンズ戦でプロ初登板を果たした。しかし、デビュー3試合目となった9月9日の東北楽天ゴールデンイーグルス戦で左肘に違和感を覚え降板すると、翌日には登録抹消された。左肘靱帯の一部損傷と診断され、左肘にPRP注射を行ったことが明らかとなり、1か月以上のノースロー調整が必要になることから同年中の復帰は絶望的となった。結果的に、この年は一軍、二軍、三軍のいずれの場所でも防御率0.00という記録になった。契約更改が行われた12月の段階で60〜70mの遠投やブルペンでの立ち投げができるまでに回復した。
2021年1月よりファーム施設でリハビリ組として調整を開始。既にブルペンでの投球も行えるように回復していた。実戦に復帰したが、一軍での登板は6試合にとどまり、10月18日に球団より戦力外通告を受けた。しかし、二軍では34試合の登板で、1セーブ、防御率1.67の安定した成績を残しており、「まだ出来ると思っている」と現役続行を希望した。

### 阪神時代
当初、参加する意向を示していた12月8日開催の12球団合同トライアウトには参加しなかった。翌9日、阪神タイガースが育成選手として獲得したことを発表した。背番号は128。
2022年は、オープン戦で5試合に登板し、4回1/3を2安打2失点、防御率4.15を記録。開幕直前の3月22日に支配下登録された。背番号は92。岩貞祐太、及川雅貴ら左投手が出遅れたチーム事情もあり、開幕から左の中継ぎとして実績を重ねる中、4月30日の読売ジャイアンツ戦では2対2の同点場面で先発のウィルカーソンをリリーフして6回裏を無失点で抑えると7回表にチームが勝ち越し、プロ初勝利を挙げた。4月中に背中の張りで一時登録を抹消され、8月3日に新型コロナウイルス陽性が判明して翌4日に「特例2022」で登録抹消された後は、再度一軍登録されることなくシーズンを終えた。それでも左のワンポイントとして32試合の登板で、3勝1敗、防御率2.45と安定感を示し、オフの契約更改では3倍超となる1150万円増の推定年俸1600万円でサインした。
2023年は、オープン戦で4試合に登板するも防御率9.00と結果を残せず、開幕を二軍で迎えた。二軍で30試合に登板し、防御率4.01の成績で、この年は一度も一軍登板できず、10月3日に球団より戦力外通告を受けた。取材に対しては「すごく、いい2年間ではあった」と述べた。球団職員入りの打診があったとされるものの渡邉本人は現役続行を希望しており、11月15日には12球団合同トライアウトに参加した。シート打撃で福田秀平、佐藤優悟、居谷匠真の3人と対戦し、無安打に抑え、2つの三振を奪う好投を見せた。トライアウト後、2024年よりイースタン・リーグへの参加が内定しており、独立リーグ時代の古巣でもある新潟アルビレックスBCが獲得オファーを出していることが一時報じられたが、12月1日に現役を引退することを自身のSNS上で発表した。

### 現役引退後
現役引退後は、古巣の福岡ソフトバンクホークスに戻り、育成部スタッフを務める。

## 選手としての特徴
左からのサイドスローの投球フォームから、最速143km/hのストレートと、変化球はスライダー、ツーシームなど4種類を投げる。大きく曲がるスライダーを武器にしている。渡邉の新潟所属時代に武蔵ヒートベアーズでコーチを務めていた石井義人は、渡邉の投球フォームについて「左打者から見ると、自分の背中の方から手が出てくるような投げ方」だといい、打者は自分にボールが当たりそうで怖く感じられ、対策を選手に伝えても攻略が難しかったという。
左打者の内角、右打者の胸元を突き、コーナーに投げ分ける制球力がある。

## 人物
愛称は「なべじい」。ソフトバンク時代からの愛称であり、同球団OBの渡辺正和から引き継いだものであるという。奇しくも阪神OBには渡邉と同じ変則左腕で愛称が「たむじい」の田村勤がいる。
2020年8月末に支配下登録の発表がなされた際、10月に第一子となる娘が誕生する予定であることを明かした。無事に予定通り誕生したが、コロナ禍の影響で妻と娘は地元新潟で、渡邉自身は福岡でと離れた生活を続け、生まれたばかりの娘とはなかなか会えなかった。2021年1月5日より、家族3人での新生活を始めている。同年にソフトバンクから戦力外を受け、阪神への入団が決まって引っ越しをしている際に、妻は第二子となるはずの子を妊娠していたが、流産してしまっている。渡邉は、戦力外になって不安をかけてしまったことにも原因があると思い、「自分の中では妻に対してすごく申し訳ない気持ちがあった」と語る。その後、再度第二子の妊娠が発覚し、「やっぱり今度こそちゃんと安心して産んでもらえるような状態にはしないとダメだなと」といった気持ちで2022年シーズンに挑んだという。結果、その年は契約更改で年俸の大幅増額を勝ち取る活躍を見せ、昇給分について質問されたときは「妻にいいものを買ってあげたい」と答え、「自分が苦しい中でも、僕のために食事など手を抜かずにしっかりサポートしてくれた。本当に妻には感謝してもしきれない気持ちでいっぱいです」と告白している。

## 詳細情報

### 年度別投手成績
| 年 度     | 球 団        | 登 板 | 先 発 | 完 投 | 完 封 | 無 四 球 | 勝 利 | 敗 戦 | セ 丨 ブ | ホ 丨 ル ド | 勝 率 | 打 者 | 投 球 回 | 被 安 打 | 被 本 塁 打 | 与 四 球 | 敬 遠 | 与 死 球 | 奪 三 振 | 暴 投 | ボ 丨 ク | 失 点 | 自 責 点 | 防 御 率 | W H I P |
| --------- | ------------ | ----- | ----- | ----- | ----- | -------- | ----- | ----- | -------- | ----------- | ----- | ----- | -------- | -------- | ----------- | -------- | ----- | -------- | -------- | ----- | -------- | ----- | -------- | -------- | ------- |
| 2020      | ソフトバンク | 3     | 0     | 0     | 0     | 0        | 0     | 0     | 0        | 0           | ----  | 6     | 1.2      | 0        | 0           | 1        | 0     | 0        | 1        | 0     | 0        | 0     | 0        | 0.00     | 0.60    |
| 2021      | ソフトバンク | 6     | 0     | 0     | 0     | 0        | 0     | 0     | 0        | 1           | ----  | 18    | 4.0      | 6        | 0           | 1        | 0     | 0        | 4        | 0     | 0        | 2     | 2        | 4.50     | 1.75    |
| 2022      | 阪神         | 32    | 0     | 0     | 0     | 0        | 3     | 1     | 0        | 10          | .750  | 72    | 18.1     | 16       | 2           | 4        | 1     | 1        | 18       | 0     | 0        | 5     | 5        | 2.45     | 1.09    |
| 通算：3年 | 通算：3年    | 41    | 0     | 0     | 0     | 0        | 3     | 1     | 0        | 11          | .750  | 96    | 24.0     | 22       | 2           | 6        | 1     | 1        | 23       | 0     | 0        | 7     | 7        | 2.63     | 1.17    |

### 年度別守備成績
| 年 度 | 球 団        | 投手  | 投手  | 投手  | 投手  | 投手  | 投手     |
| 年 度 | 球 団        | 試 合 | 刺 殺 | 補 殺 | 失 策 | 併 殺 | 守 備 率 |
| ----- | ------------ | ----- | ----- | ----- | ----- | ----- | -------- |
| 2020  | ソフトバンク | 3     | 0     | 1     | 0     | 0     | 1.000    |
| 2021  | ソフトバンク | 6     | 0     | 0     | 0     | 0     | ----     |
| 2022  | 阪神         | 32    | 2     | 6     | 0     | 2     | 1.000    |
| 通算  | 通算         | 41    | 2     | 7     | 0     | 2     | 1.000    |

### 記録

#### NPB
初記録
- 初登板：2020年9月4日、対千葉ロッテマリーンズ10回戦（福岡PayPayドーム）、8回表に5番手で救援登板、1回無失点
- 初奪三振：2020年9月9日、対東北楽天ゴールデンイーグルス14回戦（楽天生命パーク宮城）、8回裏に茂木栄五郎から見逃し三振
- 初ホールド：2021年8月29日、対オリックス・バファローズ17回戦（京セラドーム大阪）、5回裏二死に2番手で救援登板、1/3回無失点
- 初勝利：2022年4月30日、対読売ジャイアンツ8回戦（東京ドーム）、6回裏に2番手で救援登板、1回無失点

### 独立リーグでの投手成績
| 年 度     | 球 団     | 登 板 | 勝 利 | 敗 戦 | セ 丨 ブ | 完 投 | 勝 率 | 投 球 回 | 打 者 | 被 安 打 | 被 本 塁 打 | 奪 三 振 | 与 四 球 | 与 死 球 | 失 点 | 自 責 点 | 暴 投 | ボ 丨 ク | 失 策 | 防 御 率 | W H I P |
| --------- | --------- | ----- | ----- | ----- | -------- | ----- | ----- | -------- | ----- | -------- | ----------- | -------- | -------- | -------- | ----- | -------- | ----- | -------- | ----- | -------- | ------- |
| 2014      | 新潟      | 19    | 7     | 2     | 0        | 2     | .778  | 77.1     | 313   | 59       | 6           | 70       | 19       | 6        | 26    | 25       | 0     | 0        | 1     | 2.91     | 1.08    |
| 2015      | 新潟      | 33    | 6     | 3     | 0        | 3     | .667  | 87.1     | 368   | 82       | 3           | 51       | 29       | 6        | 29    | 27       | 1     | 0        | 0     | 2.78     | 1.27    |
| 2016      | 新潟      | 32    | 3     | 1     | 1        | 0     | .750  | 26.2     | 118   | 19       | 0           | 37       | 11       | 4        | 11    | 8        | 3     | 0        | 2     | 2.70     | 1.16    |
| 2017      | 新潟      | 46    | 1     | 2     | 16       | 0     | .333  | 55.2     | 231   | 46       | 3           | 66       | 13       | 5        | 11    | 8        | 1     | 0        | 3     | 1.29     | 1.06    |
| 通算：4年 | 通算：4年 | 130   | 17    | 8     | 17       | 5     | .680  | 247.0    | 1030  | 206      | 12          | 224      | 72       | 21       | 77    | 68       | 5     | 0        | 6     | 2.48     | 1.13    |

- 各年度の太字はリーグ最高

### 背番号
- 51（2014年 - 2017年）
- 140（2018年 - 2020年8月30日）
- 48（2020年8月31日 - 2021年）
- 128（2022年 - 同年3月21日）
- 92（2022年3月22日 - 2023年）

### 登場曲
- 「Watch Me (Whip/Nae Nae)」Silent?（2019年 - 2020年）
- 「少年が見た未来へ」落合みつを（2019年 - ）

### 代表歴
- 2018アジアウインターベースボールリーグ：NPBウエスタン選抜